# Camí de Santa Maria d'Oló a l'Estany

El Camí de Santa Maria d'Oló a l'Estany, respecte del terme de Castellcir

El Camí de Santa Maria d'Oló a l'Estany és un antic rural que uneix els pobles de Santa Maria d'Oló i l'Estany, a la comarca del Moianès.
Arrenca del centre del poble de l'Estany pel carrer dels Monjos, va a buscar la masia de Cal Noguera, des d'on puja fins al Collet de Sant Pere. Des d'aquell lloc va a buscar el coster meridional del Serrat dels Lliris i després de la Serra de l'Estany, a la dreta sempre del torrent del Gomis. Passa a prop i per damunt, al nord, de la masia de Montfred, passa per les Feixes de França, 